# La Granja (Sant Pere de Ribes)
La Granja és una obra del municipi de Sant Pere de Ribes (Garraf) protegida com a bé cultural d'interès local.

## Descripció
Es tracta d'un edifici situat al barri del Palou. És una construcció de grans dimensions amb jardí, planta baixa i dos pisos.
La façana principal té a la planta baixa la porta d'accés, d'arc escarser i dues finestres allindanades als costats. Al primer pis hi ha tres balcons allindanats i al segon, tres més també allindanats. El coronament és amb cornisa i barana sinuosa i es completa amb gerros ornamentals. Hi ha diversos elements decoratius de ceràmica.
El conjunt té dues galeries laterals que presenten arcs de mig punt a l'alçada del primer i del segon pis i que es coronen amb terrat i balustrades.
La coberta del cos principal és a dues vessants, de teula plana.

## Història
A l'arc de la porta d'accés principal de la casa hi ha inscrita la data de 1861.